# Palla di neve (film)
Palla di neve è un film del 1995 diretto da Maurizio Nichetti. Liberamente ispirato al libro Palla di Neve, fuga per la libertà di Emilio Nessi, racconta la storia di un beluga bianco ed è ambientato nell'isola di Santorini, in Grecia.

## Trama
Il commendator Billy Bolla è un attore impiegato come animatore su una nave da crociera, che durante il viaggio fa amicizia con Theo, un bambino in vacanza con la madre, altezzosa ed iperprotettiva nei suoi confronti. Il viaggio sulla nave è l'ultimo incarico lavorativo di Billy prima della pensione ed egli, per mettere al sicuro il libretto dove sono registrati i suoi contributi, lo nasconde in una bottiglia, che però cade in mare ed è ingoiata da un beluga bianco, che Theo soprannomina Palla di Neve. Esso sta seguendo la nave per procurarsi del cibo ed è appena fuggito dall'acquario dove viveva, di proprietà di Marcov, un crudele e spietato trafficante d'armi di Santorini che monta una protesi metallica altamente tecnologica ad una gamba, per il quale la madre di Theo lavora come cameriera.
La nave si ferma a Santorini, dove Palla di Neve è diventato rapidamente amico dei bambini dell'isola, e Billy cerca con ogni mezzo di recuperare il suo libretto, alloggiando in una barca affittata da Sidik, unico operatore turistico dell'isola. Una sera riceve la visita di Marcov, che lo assolda come esca umana per catturare il beluga, che viene intrappolato in una gabbia e riportato all'acquario. A seguito di ciò, Billy decide di salvare l'animale insieme a Theo: il bambino ottiene le chiavi dell'acquario dalla madre, i due rubano un autobus di proprietà di Sidik, lo modificano togliendogli il tetto, in modo da poterlo riempire d'acqua, e vi caricano il beluga. L'operazione inizialmente riesce, ma in seguito i due vengono catturati dagli uomini di Marcov, che li imprigionano, venendo poi liberati da Elena, l'addestratrice del beluga. Essa ha deciso di ribellarsi a Marcov, il quale intende utilizzare l'animale per compiere un attentato, montando un ordigno esplosivo su di esso e mandandolo contro una nave da crociera; in questo modo spera di scatenare una guerra che gli permetterebbe di arricchirsi, vendendo armi ai vari Paesi coinvolti.
Con l'aiuto di Elena, inseguiti da Marcov, Billy e Theo raggiungono con un motoscafo Palla di Neve, riescono a togliergli la bomba ed a lanciarla sul motoscafo di Marcov, facendolo saltare in aria.
A questo punto la nave con cui Billy era arrivato sta per ripartire ed egli, dopo aver regalato la sua barca-abitazione a Theo e sua madre, si imbarca per tornare in Italia, nonostante i bambini dell'isola lo implorino di restare, ma Palla di Neve sopraggiunge e gli lancia la bottiglia con il suo libretto dei contributi, la quale tuttavia colpisce Billy alla testa, facendolo svenire e cadere in mare; l'attore viene salvato dagli isolani e decide quindi di rimanere a vivere a Santorini con loro e con Palla di Neve.